# Óscar García (Fußballspieler)
Óscar García Junyent (* 26. April 1973 in Sabadell) ist ein spanischer Fußballtrainer und ehemaliger Fußballspieler. Als Angriffsspieler agierte er meist im offensiven Mittelfeld oder als zweiter Stürmer. Bis zu seiner Entlassung im Oktober 2022 trainierte er Stade Reims in der französischen Ligue 1.

## Spielerkarriere
García ist ein Produkt der Fußballakademie des FC Barcelona. Sein erstes Ligaspiel für Barça bestritt er beim 4:1-Erfolg über den FC Cádiz am 9. Mai 1993. In seinen ersten zwei Jahren beim FC Barcelona zwischen 1992 und 1994 absolvierte er fünf Ligaspiele mit der ersten Mannschaft, davon vier in der Startelf.
Zur Saison 1994/95 wurde er an den spanischen Erstligisten Albacete Balompié ausgeliehen, wo er sich auch gleich einen Stammplatz erkämpfte. In der Saison 1995/96 war er mit zehn Ligatoren der beste Torschütze des FC Barcelona und das, obwohl er bei 28 Ligaeinsätzen lediglich elf Mal von Beginn an zum Einsatz kam.
Die Zahl seiner Einsätze reduzierte sich in den folgenden Jahren, in denen Barcelona die Meisterschaft und den spanischen Pokal je zwei Mal gewann, was García dazu veranlasste, 1999 zum FC Valencia zu wechseln. Mit Valencia erreichte er in der Saison 1999/2000 das Finale der Champions League. Er musste von der Ersatzbank aus miterleben, wie sein Team Real Madrid mit 0:3 unterlag.
Bereits nach dieser einen Saison kehrte García nach Barcelona zurück, diesmal schloss er sich aber Espanyol Barcelona an. Auch in seinen vier Jahren bei Espanyol kam García nicht über den Status des Jokers hinaus. Bei dieser Station spielte er mit seinem Bruder Roger zusammen. Insgesamt kam er für Espanyol auf 51 Ligaeinsätze (davon 19 von Beginn an) und erzielte vier Tore.
Nach der Saison 2004/05, in der er für den spanischen Zweitligisten UE Lleida spielte, beendete er seine Karriere im Alter von 32 Jahren.
1996 nahm er mit der spanischen Olympiaauswahl an den Sommerspielen 1996 in Atlanta teil. Er traf dort in vier Spielen zwei Mal. Zwischen 1993 und 1998 bestritt er außerdem zwei Spiele für die katalanische Fußballauswahl.

## Trainerkarriere
Seit der Saison 2010/11 coachte García die A-Jugend des FC Barcelona. In seiner ersten Saison führte er die Jugendmannschaft zum Gewinn der Liga, der Copa del Rey und des Copa de Campeones. Am Ende der zweiten Saison verließ er die Katalanen und übernahm den Trainerposten beim israelischen Erstligisten Maccabi Tel Aviv. Zur Saison 2013/14 musste er diesen Posten trotz erreichtem Meistertitel für Paulo Sousa räumen. Vom 26. Juni 2013 bis zum 12. Mai 2014 war er Trainer des englischen Zweitligisten Brighton & Hove Albion. Danach war er bis zum 26. August erneut Trainer bei Maccabi Tel Aviv. Nach dieser kurzen Station wechselte er zum FC Watford, wo er jedoch bereits nach einem Monat aus gesundheitlichen Gründen zurücktrat.
Mit Jahresbeginn 2016 beerbte García Adi Hütter auf dem Trainerposten des österreichischen Bundesligisten FC Red Bull Salzburg. Mit dem Klub gewann er am Ende der Spielzeit 2015/16 den Meistertitel, zudem gewann die von ihm betreute Mannschaft im Pokalendspiel 2015/16 mit einem deutlichen 5:0-Erfolg über den FC Admira Wacker Mödling das Double. Doch auch unter seiner Leitung blieb der große internationale Erfolg aus, im August 2016 scheiterte RBS – zum neunten Mal in Folge – in der Qualifikation zur UEFA Champions League. Gegen Dinamo Zagreb verlor die Mannschaft in der Play-off-Runde nach einem 1:1 im Hinspiel mit 1:2 in der Verlängerung, war damit aber für die UEFA Europa League spielberechtigt. García führte die Niederlage unter anderem auch auf die Transferpolitik zurück, nachdem zahlreiche Leistungsträger den Verein in Richtung des ebenfalls von Red Bull finanzierten Partnerverein RB Leipzig verlassen hatten und er RB Salzburg zum Ausbildungsverein degradiert sah. Auch am Beginn der Meisterschaft 2016/17 ließ die Mannschaft in der Folge die Dominanz der letzten Jahre vermissen, was sich jedoch mit Fortdauer der Meisterschaft änderte. In der Frühjahrssaison kassierte die Mannschaft nur ein Gegentor in der heimischen Red Bull Arena, einhergehend mit dem einzigen Heimpunktverlust in der Serie beim 1:1-Unentschieden gegen die SV Ried, und blieb einzig bei der 1:2-Niederlage beim SV Mattersburg ohne Punktgewinn. Damit erreichte Garcías Mannschaft den Meistertitel mit 18 Punkten Vorsprung auf die zweitplatzierte Wiener Austria. Mit 25 Siegen insgesamt konnte der Rekord der Wiener egalisiert werden, die 24 Gegentore bedeuten den niedrigsten Wert in der Bundesligageschichte.
Im Juni 2017 wurde er Trainer des französischen Vereins AS Saint-Étienne, bei dem er einen Zweijahresvertrag erhielt.
Am 5. Januar 2018 unterschrieb er beim griechischen Erstligisten Olympiakos Piräus. Doch bereits am 4. April trat er von seinem Trainerposten zurück.
Am 5. November 2019 machte Celta Vigo die Verpflichtung von García als Trainer offiziell. Im November 2020 wurde er nach neun Spieltagen der Saison 2020/21 entlassen, Celta Vigo hatte nur ein Ligaspiel gewonnen und belegte den 17. Tabellenplatz. Im Juli 2021 übernahm er den französischen Erstligisten Stade Reims. Dort wurde er am 13. Oktober 2022 von seinen Aufgaben entbunden.
Am 8. November 2023 gab Oud-Heverlee Löwen, ein Verein der höchsten belgischen Liga, die Verpflichtung von Oscar Garcia bekannt. Zu dem Zeitpunkt stand der Verein auf dem 13. Tabellenplatz. Nachdem er den Verein erfolgreich vor dem Abstieg bewahrte, befand sich die Mannschaft ein Jahr später erneut in der unteren Tabellenregion, was am 22. November 2024 zur Trennung führte.
Kurz nach seiner Entlassung in Belgien wurde García am 2. Dezember 2024 als neuer Cheftrainer des Vereins Deportivo Guadalajara aus der Liga MX, der höchsten mexikanischen Fußballliga, vorgestellt.

## Erfolge

### Als Spieler
- Spanische Meisterschaft: 1993, 1994, 1998, 1999
- Spanischer Pokal: 1997, 1998
- Spanischer Superpokal: 1996, 1999
- Europapokal der Pokalsieger: 1997
- UEFA Super Cup: 1993, 1998
- Teilnahme an den Olympischen Sommerspielen 1996 in Atlanta

### Trainer
- Österreichische Meister: 2016, 2017
- Österreichischer Cupsieger: 2016, 2017
- Israelischer Meister: 2012/13

## Sonstiges
Garcías Brüder, Roger und Genís, waren ebenfalls Profifußballer. Alle spielten in ihrer Jugend beim FC Barcelona, doch nur Óscar und Roger vermochten es, in die erste Mannschaft aufzusteigen.